# 2-(2-ethoxyethoxy)ethanol
2-(2-ethoxyethoxy)ethanol je organická sloučenina se vzorcem CH3CH2OCH2CH2OCH2CH2OH, bezbarvá kapalina používaná jako rozpouštědlo. Vyrábí se ethoxylací ethanolu.

## Použití
Tato látka se používá jako rozpouštědlo barev, nitrocelulózy, inkoustů a pryskyřic. Také může sloužit k úpravám přízí a tkanin, v textilním průmyslu, lacích a v brzdových kapalinách. Lze ji použít i na stanovení míry zmýdelnění olejů a jako neutrální rozpouštědlo směsí minerálních olejů s mýdly nebo sulfatovanými oleji, za vzniku jemných vodných disperzí.